# Ускоритель-рекуператор

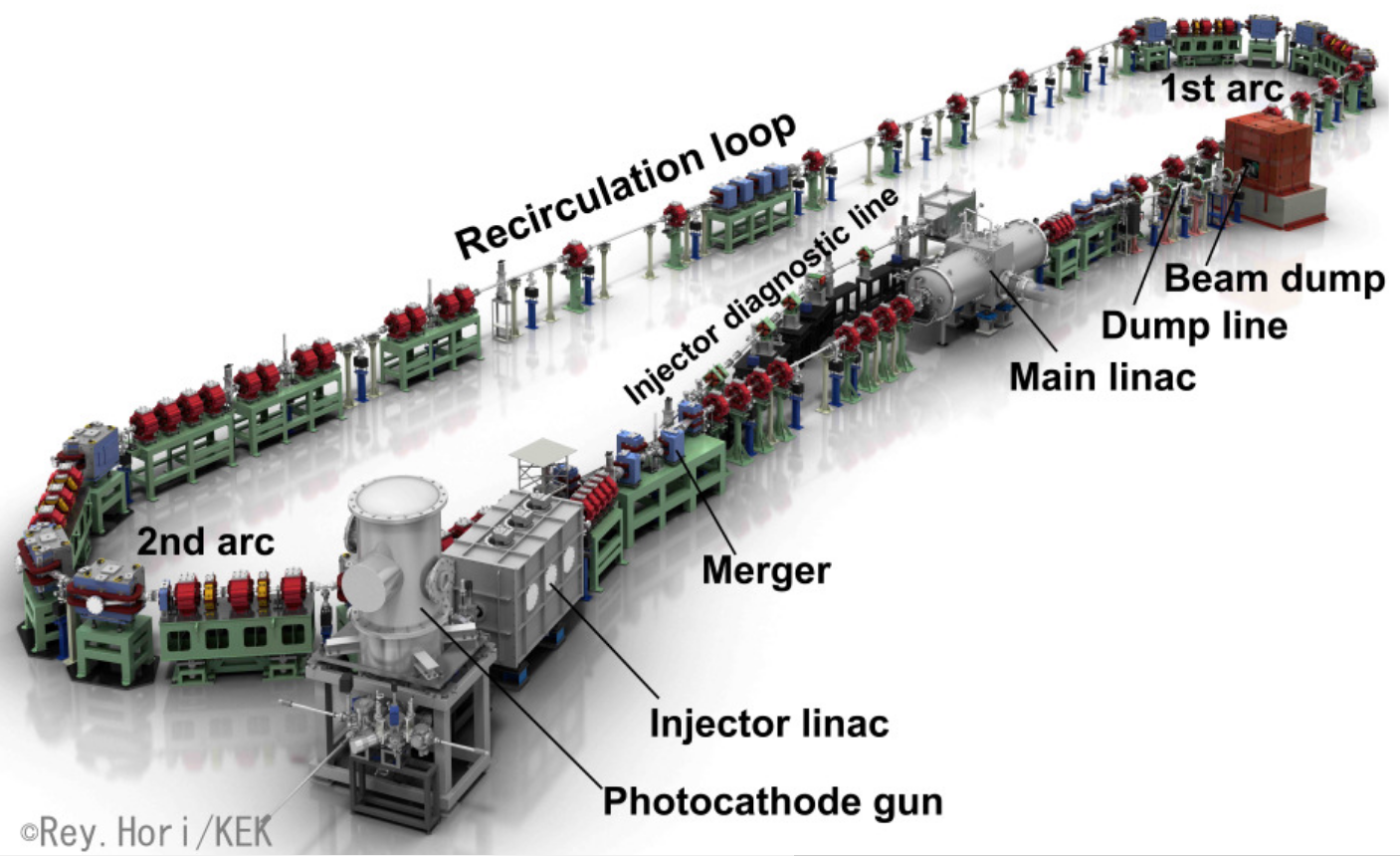
Модель ускорителя-рекуператора cERL в лаборатории KEK, Япония

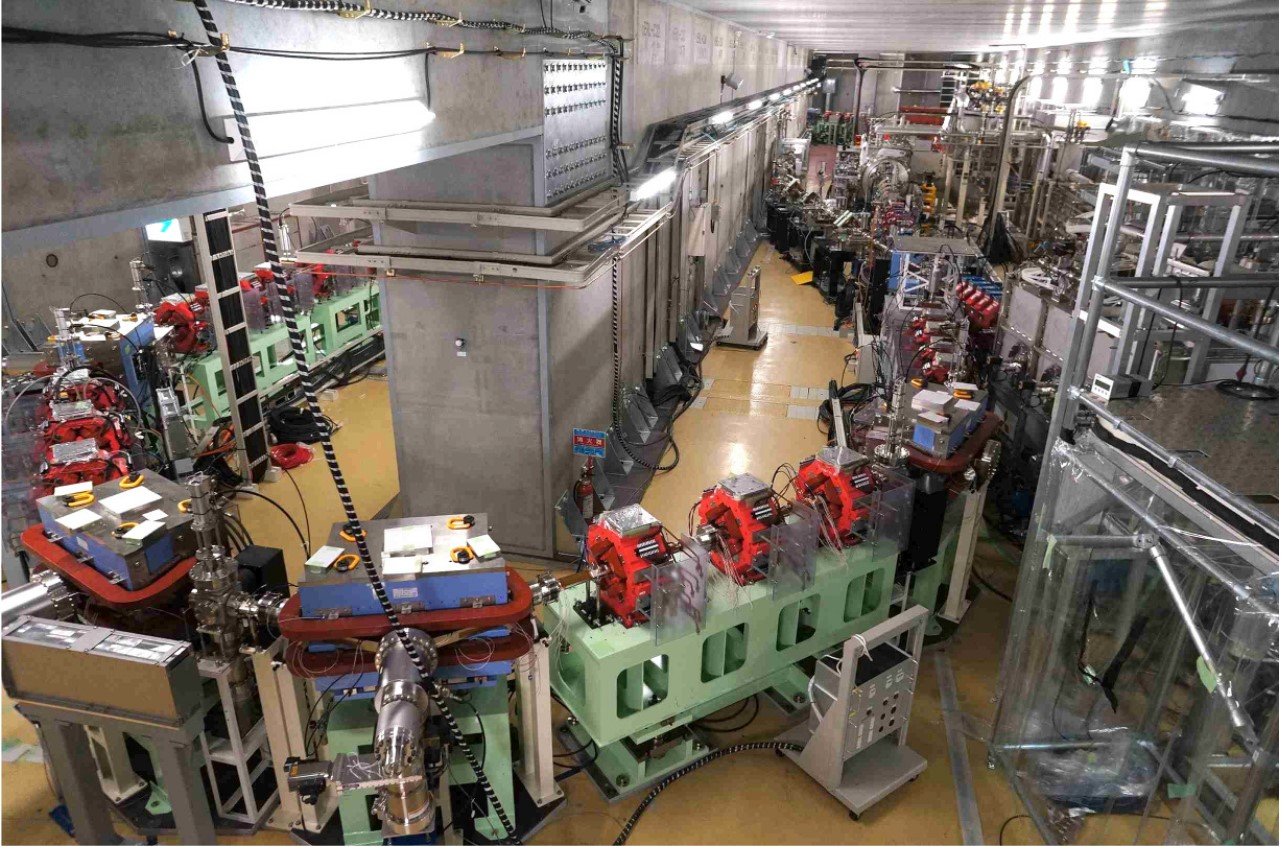
35 МэВ ускоритель-рекуператор cERL, июнь 2014

Ускори́тель-рекупера́тор (от лат. recuperator — получающий обратно, возвращающий) (англ. ERL, energy-recovery linac) — резонансный линейный ускоритель, в котором пучок электронов проходит ускоряющую структуру дважды: сперва ускоряясь, а затем, сделав оборот по магнитной дорожке и вернувшись в структуру в «неправильной фазе», замедляясь. В результате пучок отдаёт приобретённую энергию обратно: происходит рекуперация энергии.
В некоторых ускорителях-рекуператорах пучок может совершать не один, а несколько оборотов, в том числе по разным магнитным дорожкам, по принципу микротрона.

## Применение
В основном функционирующие и проектируемые ускорители-рекуператоры рассматриваются для создания лазеров на свободных электронах. Также обсуждается использование рекуператоров для установок электронного охлаждения ионных пучков высокой энергии и для создания электрон-ионных коллайдеров. Преимущество ускорителя-рекуператора над синхротроном в возможности получения сверхмалых эмиттансов.